# Karl Richard Lepsius
Karl Richard Lepsius (Naumburg an der Saale, 23 de dezembro de 1810 — Berlim, 10 de julho de 1884) foi um linguista, arqueólogo e egiptólogo alemão.

## Vida
Nasceu na Saxónia (actualmente parte integrante da Alemanha), sendo o terceiro filho de Karl Peter Lepsius e de Friedericke Glaser. Depois de estudar no colégio de Pforta entre 1823 e 1829, passou pelas universidades de Leipzig, Göttingen e Berlim, nas quais estudou arqueologia, grego e sânscrito, entre outras disciplinas. Em 1833 doutorou-se com a tese De tabulis Eugubinis.
Mudou-se para Paris, onde conheceu Jean Antoine Letronne, um discípulo de Jean-François Champollion, personalidade que decifrou os hieróglifos egípcios. Começa então a interessar-se pela civilização do Antigo Egipto, estudando a Grammaire égyptienne, obra de Champollion, que não tinha sido ainda completamente aceite nos círculos académicos.
Em 1836 viajou para a Toscana para se encontrar com Ippolito Rosellini, que pretendia realizar uma expedição científica ao Egipto e à Núbia. Em 1842 partiu para o Egipto pela primeira vez, numa expedição financiada por Frederico Guilherme IV da Prússia, após sugestão de Alexander von Humboldt.
A expedição realizou estudos e escavações nas pirâmides de Gizé, Abusir, Sacará e Dachur. Recolheu cerca de 15 mil artefactos que foram levados para Berlim. O resultado das suas investigações foi Denkmäler aus Aegypten und Aethiopien (Monumentos do Egito e da Etiópia), uma obra de doze volumes, que contém mapas e desenhos de túmulos e templos, que ainda hoje são úteis aos investigadores.
Regressou à Europa em 1845, tendo casado com Elisabeth Klein em 1846. No mesmo ano foi nomeado professor titular de Egiptologia na Universidade de Berlim. Em 1855 foi nomeado co-director do Ägyptisches Museum (Museu Egípcio), tendo ascendido à posição de director desta instituição em 1865.
Em 1866 realizou uma nova expedição ao Egipto com o objectivo de estudar os monumentos da região do Delta oriental e do Sinai. Em Tânis descobriu o chamado "Decreto de Canopo", um documento em grego e demótico que de certa forma complementa a Pedra de Roseta no trabalho de compreensão da língua egípcia.
Entre 1867 e 1880 foi director do Instituto Arqueológico Alemão em Roma. Realizou também trabalhos sobre a língua núbia e traduziu aquilo que hoje se conhece como o Livro dos Mortos. Foi director da revista Zeitschrift für ägyptisches Sprache und Altertumskunde, onde se editaram pela primeira vez os caracteres hieroglíficos com recurso a fonte tipográfica.
Visitou pela última vez o Egipto em 1869, por altura da inauguração do Canal de Suez. Faleceu em 1874, com 73 anos, tendo sido sepultado no cemitério da Catedral Evangélica de Berlim.

## Principais obras

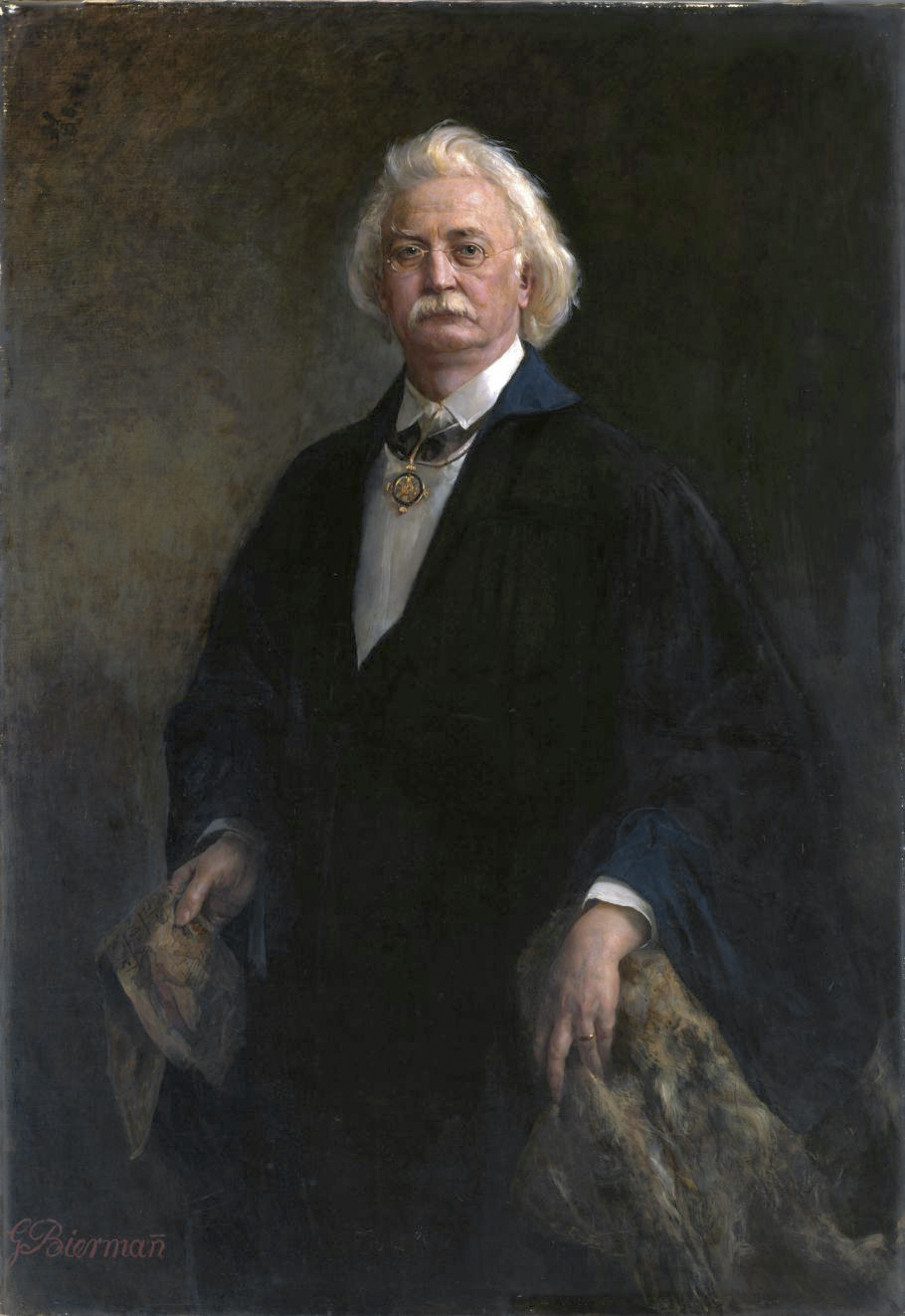
Richard Lepsius (1885)

- 1842. Das Todtenbuch der Ägypter nach dem hieroglyphischen Papyrus in Turin mit einem Vorworte zum ersten Male herausgegeben. Leipzig: Georg Wigand. (Reimpresso Osnabrück: Otto Zeller Verlag, 1969)
- 1849. Denkmäler aus Ägypten und Äthiopien nach den Zeichnungen der von Seiner Majestät dem Könige von Preußen Friedrich Wilhelm IV nach diesen Ländern gesendeten und in den Jahren 1842–1845. ausgeführten wissenschaftlichen Expedition auf Befehl Seiner Majestät herausgegeben und erläutert. 13 vols. Berlim: Nicolaische Buchhandlung. (Reprinted Genève: Éditions de Belles-Lettres, 1972)
- 1852. Briefe aus Aegypten, Aethiopien und der Halbinsel des Sinai geschrieben in den Jahren 1842–1845 während der auf Befehl Sr. Majestät des Königs Friedrich Wilhelm IV von Preußen ausgeführten wissenschaftlichen Expedition. Berlim: Verlag von Wilhelm Hertz (Bessersche Buchhandlung). Traduzido para o inglês 1853 Discoveries in Egypt, Ethiopia and the Peninsula of Sinai. Londres: Richard Bentley. (Reissued by Cambridge University Press, 2010. ISBN 978-1-108-01711-4)
- 1855. Das allgemeine linguistische Alphabet. Grundsätze der Übertragung fremder Schriftsysteme und bisher noch ungeschriebener Sprachen in europäische Buchstaben. Berlim: Verlag von Wilhelm Hertz (Bessersche Buchhandlung)
- 1856. Über die XXII. ägyptische Königsdynastie nebst einigen Bemerkungen zu der XXVI. und andern Dynastieen des neuen Reichs. Berlim: Gedruckt in der Druckerei der königl. Akademie der Wissenschaften Internet Archive. Traduzido para o inglês 1858: The XXII Egyptian Royal Dynasty, with some remarks on the XXIV and other Dynasties of the New Kingdom. Londres: John Murray (Republicado pela Cambridge University Press, 2010. ISBN 978-1-108-01739-8)
- 1860. O Evangelho de Marcos no dialeto Fiadidja da Núbia, também chamado de língua Nobiin. Publicado em Berlim em 1860. Depois editado por Leo Reinisch e republicado pela British and Foreign Bible Society e 1885.
- 1863. Standard Alphabet for Reducing Unwritten Languages and Foreign Graphic Systems to a Uniform Orthography in European Letters, 2nd edition, Londres/Berlim. (Republicado por John Benjamins, 1981. Com introdução de J. Alan Kemp. doi:10.1075/acil.5)
- 1880. Nubische Grammatik mit einer Einleitung über die Völker und Sprachen Afrika's. Berlim: Verlag von Wilhelm Hertz